# Raseborgs ekonomiska region
Raseborgs ekonomiska region, (finska: Raaseporin seutukunta) är en av ekonomiska regionerna i landskapet Nyland i Finland. Folkmängden i regionen uppgick den 1 januari 2013 till 43 634 invånare, regionens totala areal utgjordes av 4 108 kvadratkilometer och därav utgjordes landytan av 1 614,77  kvadratkilometer. I Finlands NUTS-indelning representerar regionen nivån LAU 1 (f.d. NUTS 4), och dess nationella kod är 014. Befolkningen är övervägande svensktalande.

## Förteckning över kommuner
Raseborgs ekonomiska region omfattar följande tre kommuner:
- Hangö stad
- Raseborgs stad
- Ingå kommun